# Our Days
Singles de Ami Suzuki
Be Together
(1999) Happy New Millennium
(1999)
Our Days, écrit OUR DAYS, est le 8e single de Ami Suzuki, sorti en 1999.

## Présentation
Le single sort le 29 septembre 1999 au Japon sous le label True Kiss Disc de Sony Music Japan, coécrit et produit par Tetsuya Komuro. Il ne sort que deux mois et demi après le précédent, le tube Be Together. Il atteint lui aussi la 1re place du classement de l'Oricon. Il se vend à 253 620 exemplaires la première semaine, et reste classé pendant 12 semaines, pour un total de 467 000 exemplaires vendus. C'est le deuxième single N°1 de la chanteuse, et c'est le troisième single le plus vendu de sa carrière, derrière Be Together et White Key .
La chanson-titre a été utilisée comme thème musical pour une campagne publicitaire pour le produit Professional Style de la marque Kanebo. Le single contient aussi une version remixée de cette chanson en plus de sa version instrumentale. Il contient en bonus une version courte de la chanson Rain of Tears, qui a servi sous cette forme de thème musical pour une campagne publicitaire pour le produit Snap Kids de la marque Kodak, et qui sera reprise en version longue en "face B" du single suivant, Happy New Millennium. Leurs paroles sont coécrites par Tetsuya Komuro avec sa première épouse Mistuko Komuro, sur une musique de lui. La chanson-titre figurera l'année suivante, dans une autre version remixée, sur le deuxième album de la chanteuse, Infinity Eighteen Vol.1, puis dans sa version originale sur sa compilation FUN for FAN de 2001.

## Liste des titres
Toutes les paroles sont écrites par Mitsuko Komuro & Tetsuya Komuro, toute la musique est composée par Tetsuya Komuro.
| 1. | Our Days - Original Mix (OUR DAYS -ORIGINAL MIX-)                        | 4:56 |
| 2. | Our Days - Serenity Mix (OUR DAYS -SERENITY MIX-)                        | 4:58 |
| 3. | Our Days - TV Mix (OUR DAYS -TV mix-) (version instrumentale)            | 4:57 |
| 4. | Rain of Tears - CM Version (Rain of Tears -CM VERSION-) (version courte) | 1:13 |